# MTV Movie Awards 2006

Logo

La 15ª edizione degli MTV Movie Awards si è svolta il 3 giugno 2006 ai Sony Pictures Studios di Culver City, California, ed è stata presentata da Jessica Alba.

## Performance musicali
Nel corso dello spettacolo si sono esibiti:
- Christina Aguilera (Ain't no other man)
- AFI (Miss Murder)
- Gnarls Barkley (Crazy)
- Wolfmother

## Parodie (Movie Spoofs)
Nel corso dello spettacolo sono stati parodiati:
- Il codice da Vinci
- King Kong
- Mission: Impossible III

## Vincitori e candidati
I vincitori sono indicati in grassetto.

### Miglior film (Best Movie)
- 2 single a nozze - Wedding Crashers (Wedding Crashers), regia di David Dobkin
- 40 anni vergine (The 40-Year Old Virgin), regia di Judd Apatow
- Batman Begins, regia di Christopher Nolan
- King Kong, regia di Peter Jackson
- Sin City, regia di Robert Rodriguez e Frank Miller

### Miglior performance (Best Performance)
- Jake Gyllenhaal - I segreti di Brokeback Mountain (Brokeback Mountain)
- Joaquin Phoenix - Quando l'amore brucia l'anima (Walk the Line)
- Rachel McAdams - Red Eye
- Steve Carell - 40 anni vergine (The 40-Year Old Virgin)
- Terrence Howard - Hustle & Flow - Il colore della musica (Hustle & Flow)
- Reese Witherspoon - Quando l'amore brucia l'anima (Walk the Line)

### Miglior performance comica (Best Comedic Performance)
- Steve Carell - 40 anni vergine (The 40-Year Old Virgin)
- Owen Wilson - 2 single a nozze - Wedding Crashers (Wedding Crashers)
- Adam Sandler - L'altra sporca ultima meta (The Longest Yard)
- Tyler Perry - Riunione di famiglia con pallottole (Madea's Family Reunion)
- Vince Vaughn - 2 single a nozze - Wedding Crashers (Wedding Crashers)

### Miglior cattivo (Best Villain)
- Hayden Christensen - Star Wars Episodio III - La vendetta dei Sith (Star Wars Episode III: Revenge of the Sith)
- Cillian Murphy - Batman Begins
- Ralph Fiennes - Harry Potter e il calice di fuoco (Harry Potter and the Goblet of Fire)
- Tilda Swinton - Le cronache di Narnia - Il leone, la strega e l'armadio (The Chronicles of Narnia: The Lion, the Witch and the Wardrobe)
- Tobin Bell - Saw II - La soluzione dell'enigma

### Miglior performance di gruppo (Best On-Screen Team)
- Vince Vaughn e Owen Wilson - 2 single a nozze - Wedding Crashers (Wedding Crashers)
- Johnny Knoxville, Seann William Scott e Jessica Simpson - Hazzard (The Dukes of Hazzard)
- Steve Carell, Paul Rudd, Seth Rogen e Romany Malco - 40 anni vergine (The 40-Year Old Virgin)
- Jessica Alba, Ioan Gruffudd, Chris Evans e Michael Chiklis - I Fantastici Quattro (Fantastic Four)
- Daniel Radcliffe, Emma Watson e Rupert Grint - Harry Potter e il calice di fuoco (Harry Potter and the Goblet of Fire)

### Miglior performance rivelazione (Breakthrough Performance)
- Isla Fisher - 2 single a nozze - Wedding Crashers (Wedding Crashers)
- André 3000 - Four Brothers - Quattro fratelli (Four Brothers)
- Nelly - L'altra sporca ultima meta (The Longest Yard)
- Jennifer Carpenter - L'esorcismo di Emily Rose (The Exorcism of Emily Rose)
- Romany Malco - 40 anni vergine (The 40-Year Old Virgin)
- Taraji P. Henson - Hustle & Flow - Il colore della musica (Hustle & Flow)

### Miglior eroe (Best Hero)
- Christian Bale - Batman Begins
- Jessica Alba - I Fantastici Quattro (Fantastic Four)
- Daniel Radcliffe - Harry Potter e il calice di fuoco (Harry Potter and the Goblet of Fire)
- Kate Beckinsale - Underworld: Evolution
- Ewan McGregor - Star Wars Episodio III - La vendetta dei Sith (Star Wars Episode III: Revenge of the Sith)

### Performance più sexy (Sexiest Performance)
- Jessica Alba - Sin City
- Beyoncé - La Pantera Rosa (The Pink Panther)
- Jessica Simpson - Hazzard (The Dukes of Hazzard)
- Zhang Ziyi - Memorie di una geisha (Memoirs of a Geisha)
- Rob Schneider - Deuce Bigalow - Puttano in saldo (Deuce Bigalow: European Gigolo)

### Miglior combattimento (Best Fight)
- Angelina Jolie contro Brad Pitt - Mr. & Mrs. Smith
- Kong contro gli aeroplani - King Kong
- Stephen Chow contro la Gang dell'Ascia - Kung Fusion (Kung Fu Hustle)
- Ewan McGregor contro Hayden Christensen - Star Wars Episodio III - La vendetta dei Sith (Star Wars Episode III: Revenge of the Sith)

### Miglior bacio (Best Kiss)
- Jake Gyllenhaal e Heath Ledger - I segreti di Brokeback Mountain (Brokeback Mountain)
- Taraji P. Henson e Terrence Howard - Hustle & Flow - Il colore della musica (Hustle & Flow)
- Anna Faris & Chris Marquette - Just Friends - Solo amici (Just Friends)
- Angelina Jolie e Brad Pitt - Mr. & Mrs. Smith
- Rosario Dawson & Clive Owen - Sin City

### Performance più terrorizzante (Best Frightened Performance)
- Jennifer Carpenter - L'esorcismo di Emily Rose (The Exorcism of Emily Rose)
- Rachel Nichols - Amityville Horror (The Amityville Horror)
- Derek Richardson - Hostel
- Paris Hilton - La maschera di cera (House of Wax)
- Dakota Fanning - La guerra dei mondi (War of the Worlds)

### Miglior film-maker universitario (mtvU Student Filmmaker Award)
- Joshua Caldwell (Fordham University) - A Beautiful Lie
- Sean Mullin (Columbia University) - Sadiq
- Stephen Reedy (Diablo Valley College) - Undercut
- Jarrett Slavin (University of Michigan) - The Spiral Project
- Landon Zakheim (Emerson College) - The Fabulous Felix McCabe

### MTV Generation Award
- Jim Carrey

### Silver Bucket of Excellence
- Fa' la cosa giusta (Do the Right Thing)